# 孝義皇后
孝義端仁肅明貞潔熙天詒聖皇后李氏（？—1641年），洛陽人，朱由崧為世子時納的繼妃。
崇禎十四年（1641年）正月二十日，李自成攻克洛陽，李氏自縊。1644年，朱由崧在南京被拥立为帝，是为弘光帝。他先追封李氏諡孝義端仁肅明貞潔皇后，後加熙天詒聖四字，曰孝義端仁肅明貞潔熙天詒聖皇后。